# Tricks and Treats
"Tricks and Treats" es el segundo episodio de la segunda temporada de la serie de antología de terror American Horror Story, que se emitió por la cadena FX el 24 de octubre de 2012. Fue escrito por James Wong y dirigido por Bradley Buecker. El episodio recibió reseñas muy positivas de parte de los críticos.
El episodio se centra principalmente en un exorcismo realizado en un adolescente (Devon Graye) y el intento de fuga de Lana, Grace y Kit.

## Trama

### 2012
Teresa grita mientras corre intentando escapar de Bloody Face. Él la persigue hasta el salón principal, donde ella trata de salvar a Leo, pero termina dejándolo y metiéndose a la habitación donde le arrancaron el brazo a Leo. Ella mira a través de una rendija en la puerta y grita mientras Bloody Face apuñala repetidamente a Leo. Luego el asesino se endereza y comienza a golpear la puerta.

### 1964
La noche antes de Halloween, Wendy está llorando con sus amigas por el chantaje de la hermana Jude. Se ducha y comete el error de dejar la ventana abierta. Más tarde se enfrenta a Bloody Face, quien la mata.
De vuelta en el manicomio, la hermana Jude está revisando las habitaciones. Una lista escrita por Lana de lo que le han hecho es confiscada de su celda. La hermana Jude quiere borrar la memoria de Lana y hace que el Dr. Arden le realice electrochoques. Más tarde, un psiquiatra estatal, Dr. Oliver Thredson, llega y habla con Kit para determinar si está loco o cuerdo. Kit insiste en que no está loco, y que Alma realmente fue secuestrada por extraterrestres, pero el Dr. Thredson dice que él es un manipulador y lo diagnostica con una locura clínica aguda. Cerca del bosque, el Dr. Arden y la Hermana Mary Eunice se encuentran y hablan sobre las criaturas del bosque. Mary Eunice pregunta qué son, y el Dr. Arden le dice que se lo hará saber a su debido tiempo, luego le ofrece amablemente una manzana de caramelo, que ella es reacia a comer, pero termina mordiéndola. Lana tiene breves recuerdos de la terapia de descarga eléctrica, pero lamentablemente recuerda todo. Lana escucha que Kit y Grace planean escapar. El Dr. Thredson habla con la hermana Jude y expresa su creencia de que el asilo es brutal en sus métodos de tratamiento. La hermana Jude conversa con una familia preocupada, y el Dr. Thredson interrumpe. La familia les informa que su hijo, Jed, ha comenzado a escuchar voces y a ver cosas que no están allí, y arrancó y se comió el corazón de una vaca. Expresan la creencia de que puede estar poseído por un demonio. Van a ver a Jed en su habitación, su cuerpo completamente retorcido. Llora porque tiene miedo y no sabe dónde está antes de hablar en un horrible idioma.
Shelley se acerca al Dr. Arden y le ofrece favores sexuales a cambio de tiempo al aire libre. Él rechaza sus avances llamándola zorra. Más tarde en su casa, el Dr. Arden solicita los servicios de una prostituta que, mientras cumple con su pedido de ponerse el hábito de una monja, encuentra algunas fotos condenatorias de bondage que incluyen mujeres severamente magulladas, torturadas y posiblemente muertas. Temiendo por su vida, ella muerde el brazo del Dr. Arden y golpea su ingle para escapar.
De vuelta en el manicomio, Lana le cuenta a Grace el túnel por el que entró a la mansión y planean escapar, pero Lana insiste en que no debe decírselo a Kit. El Monseñor y el sacerdote visitante, el Padre Malachi, realizan un exorcismo en Jed, y la iglesia ordenó la presencia del Dr. Thredson. Las luces parpadean, se habla pseudolatino y se arrojan objetos y cuerpos a través de la habitación. Jed, con un conocimiento aparentemente omnisciente, se enfrenta a la Hermana Jude en un pasado que incluye promiscuidad y un homicidio que ella cometió estando ebria. Se burla de Jude, diciendo: "¡Eres una asesina, Judy!", Lo que hace que ella se rompa y lo ataque. Monseñor entra y la arrastra fuera de la habitación.
En el caos que aparentemente resulta del exorcismo en Jed, todas las celdas cerradas se abren y Lana aprovecha la oportunidad para escapar con Grace. Kit las alcanza, y después de que Lana se niega a incluirlo, él y Grace se van solos. Lana grita a los guardias que Kit está escapando, y él y Grace son capturados. Lana mira llorando, sintiéndose culpable por haber hecho que atrapen a Grace.
La ira de Jed continúa y el Dr. Thredson administra un sedante. No tiene ningún efecto y Jed entra en un paro cardíaco y se queda quieto. El Dr. Thredson intenta reanimarlo antes de declararlo muerto. Hay un parpadeo final de luz detrás de la Hermana Mary en la puerta y ella se desmaya, pareciendo ser empujada hacia atrás por una fuerza invisible.
El Dr. Arden, al enterarse del desmayo de Mary, va a ver cómo está. Ella está durmiendo en una cama semitapada con una manta y vistiendo sólo una camisa de dormir. Aunque claramente tentado por su cuerpo expuesto, él intenta proteger su modestia ajustando su vestido, lo que hace que ella despierte. Él expresa su preocupación por su bienestar, pero aún vislumbrando un poco de sus senos a través de su camisa, se da vuelta y le explica que es desconcertante verla sin la ropa de monja. Ella tapa su cuerpo con la manta y se disculpa por decirle que se siente cómodo con él. Al salir él de la habitación, Mary Eunice vuelve a quitarse la manta violentamente y un crucifijo en la pared tiembla.
La Hermana Jude elogia a Lana por sacrificar su propia libertad para evitar que Kit escape. Jude invita a Kit y Grace a su oficina y permite que Lana elija el bastón con el que ambos serán castigados. Antes de que Jude puede proceder, Kit admite toda la culpa para que Grace no sea castigada. Jude acepta esto, y duplica el castigo de Kit a 40 latigazos.

## Recepción
Rotten Tomatoes reporta un índice de aprobación del 100%, basado en 11 revisiones. El consenso crítico dice: "AHS: los personajes de Asylum se forman más plenamente en un episodio que se niega a contener su locura alegre y su trama errante". El episodio recibió elogios de CraveOnline y The Washington Post.  ScreenRant comentó que la historia de la segunda temporada fue más coherente, pero que "simplemente no puede decidir qué quiere ser" y es consciente de que "quiere ser todo de una vez".